# Saint-Étienne-les-Orgues

Saint-Pierre este o comună în departamentul Alpes-de-Haute-Provence din sud-estul Franței. În 1 ianuarie 2022 avea o populație de 1.297 de locuitori.